# Lijst van Romeinse gouverneurs van Dacia
Dit is een lijst van bekende Romeinse gouverneurs van de provincie Dacia. Deze provincie is ingelijfd in het Romeinse Rijk in het jaar 106 door keizer Trajanus na de laatste nederlaag van Decebalus' Dacische koninkrijk. 

## Legati Augusti pro praetoreDacia (106-118)
- Julius Sabinus (105-107/109)
- Decimus Terentius Scaurianus (109-110/111)
- Gaius Avivius Nigrinus (112-113)
- Quintus Baebius Macer (114)
- Gaius Julius Quadatus Bassus (117)

## Legati Augusti pro praetoreDacia Superior (118-158)
- Quintus Marcius Turbo Publicius Severus (117-119)
- Gnaeus Minicius Faustinus Sextus Julius Severus (119-127)
- Gnaeus Papirius Aelianus Aemilius Tuscillus (ca. 131-134)
- Gaius Julius Bassus (135-138)
- Lucius Annius Fabianus (138-141)
- Quintus Mustius Priscus (141-144)
- Publius Orfidius Senecio (144-147/148)
- Gaius Curtius Iustus (148-150)
- Marcus Sedatius Severianus (150-153)
- Lucius Julius Proculus (153-ca. 156)
- Marcus Statius Priscus Licinius Italicus (ca. 156-158)

## Legati Augusti pro praetoreDacia Apulensis (159-166)
- Publius Furius Saturninus (159-161)
- Publius Calpurnius Proculus Cornelianus (161-ca. 164)
- Tiberius Julius Flaccinus (ca. 164-166

## Legati Augusti pro praetoreTrium Daciarum (166-271)
- Sextus Calpurnius Agricola (166-168)
- Marcus Claudius Fronto (168-170)
- Sextus Cornelius Clemens (170-172)
- Lucius Aemilius Carus (173-175)
- Gaius Arrius Antoninus (176-177)
- Publius Helvius Pertinax (177-179)
- Gaius Vettius Sabinianus Julius Hospes (180-182)
- Lucius Vespronius Candidus (182-184)
- Gaius Pescennius Niger (ca. 185)
- G. C(...) Hasta (ca. 190)
- Quintus Aurelius Polus Terentianus (ca. 193)
- Publius Septimius Geta (195)
- Pollienus Auspex (ca. 197-ca. 200)
- Lucius Octavius Julianus (200-202)
- Lucius Pomponius Liberalis (204)
- Mevius Surus (205)
- Claudius Gallus (206-208)
- Gaius Julius Maximinus (208)
- Fl.(?) Postumus (211-212)
- Lucius Marius Perpetuus (212-215)
- Gaius Julius Septimius Castinus (215-217)
- Marcus Claudius Agrippa (217-218)
- Iasdius Domitianus (222-235)
- Quintus Julius Licinianus (ca. 235-238)
- Marcus Cuspidius Flaminius Severus (ca. 235-238)
- Decimus Simonius Proculus Julianus (ca. 238-244)
- Marcus Veracilius Verus (ca. 200-230)

## ProcuratoresDacia Apulensis (166-271)
- Titus Desticius Severus (c. 166)
- Publius Cominius Clemens (c. 169–176)
- Gaius Sempronius Urbanus (after 181)
- Tiberius Claudius Xenophon (c. 183)
- Aelius Apollinaris (? c. 180–193)
- [...]ronius Antonia[nus] (c. 195–198)
- Titus Cornasidius Sabinus (c. 200)
- Lucius Octavius Felix (c. 193–217)
- Herennius Gemellinus (c. 205)
- Ulpius [Victor?] (c. 218–222)
- Marcus Aurelius Tuesianus (c. 200–235)
- Quintus Axius Aelianus (236–238)
- Caesidius Respectus (240–242)
- Marcus Lucceius Felix (242–245)
- Publius Aelius Hammonius (c. 245–247)
- Marcus Aur(elius) Marcus (c. 251–253)
- Quintus Decius Vindex (?)
- Tem[onius?] Secund[us] (?)

## Procuratores AugustiDacia Inferior (118-158)
- Egnatius (118-c. 121)
- Cocceius Naso (122–126)
- Plautius Caesianus (126–129)
- Claudius Constans (130)
- Titus Flavius Constans (138)
- Titus Flavius Priscus Gallonius Fronto Quintus Marcius Turbo (138–140)
- Julius Aquila Fidus (140)
- Ulpius Saturninus (146)
- [?T. V?]arius [Pr]iscus (152–155)

## ProcuratoresDacia Malvensis (158-271)
- [---]lius Cu[---] (167–168)
- Marcus Macrinius Avitus Catonius Vindex (c. 169)
- Marcus Aurelius Cassianus (c.235–271)

## ProcuratoresDacia Porolissensis (123-271)
- Livius Gratus (123)
- Flavius Italicus (131–135)
- Marcus Macrinius Vindex (151–154)
- Tiberius Cl[odius] Quintianus (157)
- Volu[---] (161/162)
- Lucius Sempronius Ingenuus (164)
- Marcus Valerius Maximianus (c. 178–179)
- Gaius Valerius Catulinus (c. 180–190)
- Aelius Constans (191–192)
- Publius Aelius Sempronius Lycinus (c. 198–209)
- Marcus Cocceius Genialis (c. 200)
- Gaius Publicius Antonius Probus (c. 198–209)
- Gaius Aurelius Atilianus (c. 211–217)
- Ulpius Victor (c. 217)
- Marcus Aurelius Apollinaris (?)